# Alex Moulton
Alexander Eric Moulton (* 9. April 1920 in Stratford upon Avon; † 9. Dezember 2012 in Bath) war ein britischer Ingenieur und Erfinder.
Moulton ist ein Urenkel Stephen Moultons, der als Pionier im Gebiet der Gummiverarbeitung das Unternehmen George Spencer Moulton & Co. Ltd gegründet hatte. Nachdem Avon Rubber 1956 das Familienunternehmen übernommen hatte, gründete Alexander Moulton seine eigene Firma, die Moulton Development Ltd.
Er entwickelte für die British Motor Corporation und später für Dunlop die Idee der Gummifederung. Eine große Rolle spielte dabei seine Freundschaft mit Alec Issigonis, dem BMC-Konstrukteur, dessen bekannteste Schöpfung der mit Gummifederelementen ausgestattete Mini wurde. Beide hatten einen Vorläufer dieses Konzepts bereit ein halbes Jahrzehnt zuvor beim Alvis TA 350 realisiert, der allerdings aus finanziellen Gründen nicht in Serie gefertigt wurde.

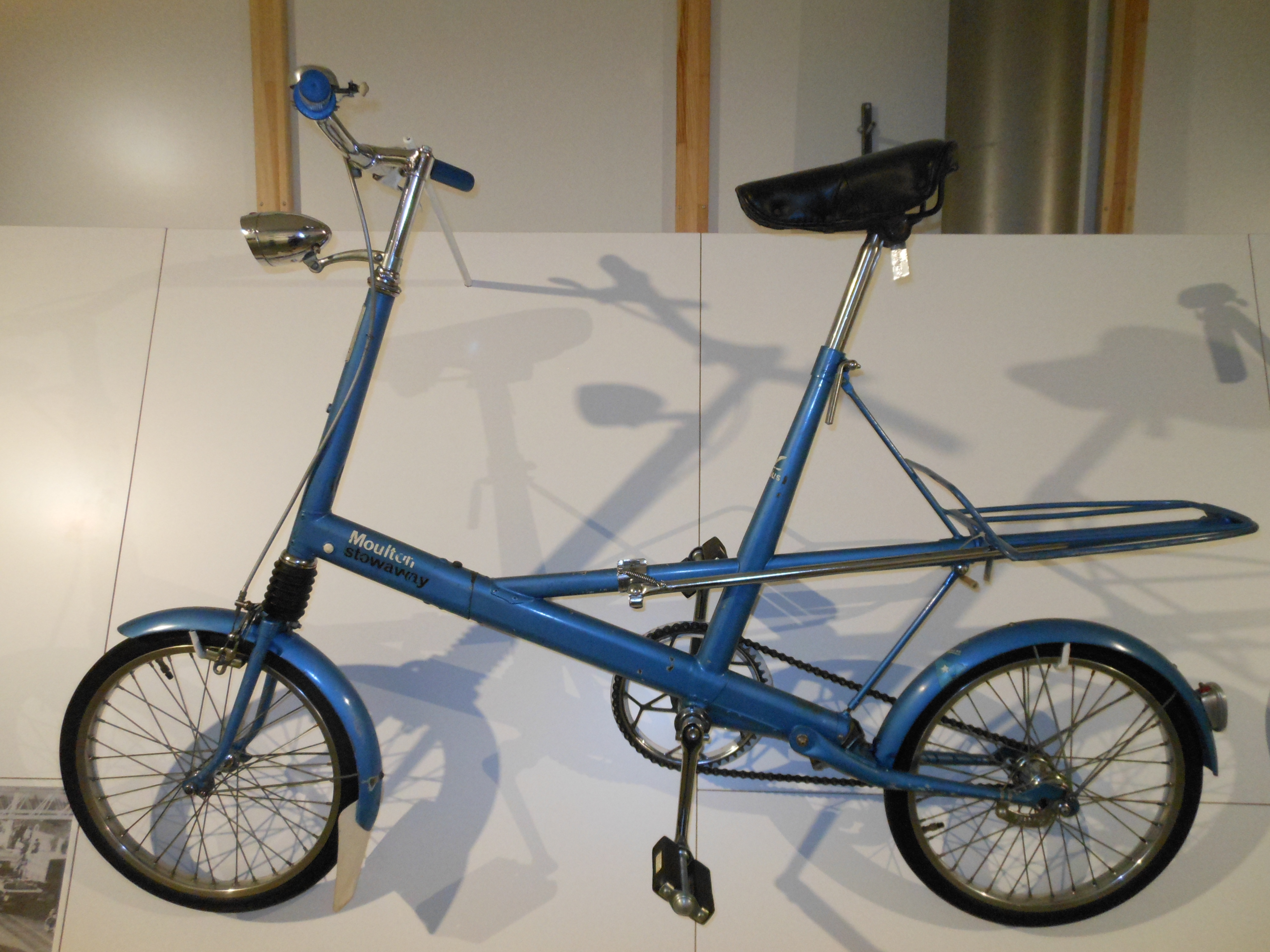
Moulton Stowaway von 1967

 Das teilbare und gummigefederte Moulton-Fahrrad ist, ebenso wie  der Mini ein Nebeneffekt der durch die Suezkrise verhängten Benzin-Rationierungen in England.
Beide, Moulton Fahrrad und Mini, wurden 1959 vorgestellt und hatten sowohl eine Gummifederung als auch kleine Reifen. Das Moulton Stowaway Faltrad hatte 16"-Hochdruckreifen, der Mini eine 10"-Bereifung. Moulton bot sein Faltradmodell zunächst der Raleigh Cycle Company an. Als diese ablehnte, entschloss er sich, das Moulton Stowaway Faltrad selbst zu produzieren. Mittlerweile gilt Alexander Moultons Faltrad als ausstellungswürdiges Designobjekt und ist Bestandteil vieler Kunstausstellungen. 
1985 bis 1988 war Moulton Vizepräsident der Royal Academy of Engineering. Bereits 1976 wurde er für seine Verdienste in den Order of the British Empire im Rang eines Commanders aufgenommen. Darüber hinaus hat er weitere Auszeichnungen wie mehrere Ehrendoktorwürden erhalten.